# 稲川誠一
稲川 誠一（いながわ せいいち、1926年1月11日 - 1985年3月20日）は、日本の歴史学者である。元聖徳学園岐阜教育大学教授。

## 来歴
愛知県名古屋市出身。第七高等学校造士館を経て、1948年に東京帝国大学文学部国史学科卒業、同大学院に進学。健康診断の結果、公立高校に就職できず、はじめ鶯谷女子高等学校に赴任し、後に健康が回復してから岐阜県立大垣北高等学校の教諭などをつとめる。その後、1980年に高山短期大学助教授、1982年に聖徳学園岐阜教育大学講師。1984年に助教授、1985年に教授に昇進。
七高で久保田収、東大で平泉澄に師事。日本中世史を専門とし、『新修大垣市史』の中世の部分を担当し、また岐阜県内の東大寺領荘園の研究に従事。日本教師会会長などを歴任している。

## 著書
- 『教育刷新への提言シリーズ6　学習指導要領をどう見直したらよいか』（編著） 日本工業新聞社、1983年
- 『日本の歴史と教育　教育篇』（稲川誠一先生遺稿集刊行会編） 汗青会、1986年
- 『日本の歴史と教育　歴史篇』（稲川誠一先生遺稿集刊行会編） 汗青会、1986年

### 追悼文集
- 『稲川誠一先生を偲ぶ』 汗青会、1985年